# Odeśkyj HF Odessa
Odeśkyj Hurtok Futbołu (ukr. Одеський гурток «Футбол» (О.Г.Ф.)) – ukraiński klub piłkarski z siedzibą w mieście Odessa, w południowo-zachodniej części kraju.

## Historia
Chronologia nazw:
- 1908: OHF [Odeśkyj Hurtok Futbołu] (ukr. Одеський гурток «Футбол» (О.Г.Ф.), ros. Одесский кружок «Футбол» (О.К.Ф.))
- 1918: klub rozwiązano

Klub Odeśkyj Hurtok Futbołu (Odeskie Koło Futbolu), w skrócie OKF (z ros. Одесский кружок «Футбол») został założony w Odessie w 1908 roku z inicjatywy pracowników kolei.
Założycielami klubu są honorowy obywatel Aleksandr Gieorgijewicz Kirsanow, chorąży rezerwy Nikołaj Aleksandrowicz Winogradow, kupiec z Żytomierza Łuka Osipowicz Petrenko, kapitan 13 Pułku Piechoty Andriej Iwanowicz Posochow, chłop z obwodu podolskiego Iwan Antonowicz Szajewski, emerytowany porucznik Konstantin Wenediktowicz Zdanewicz, drugi porucznik 205. rezerwowego pułku Izmailskiego Wasilij Michajłowicz Kreknin, obywatel Niemiec Julius Taichman.
W 1909 został zarejestrowany statut "Odeskiego Koła Futbolu" (OKF).
9 (22) października 1911 roku na czele klubu jako prezes stanął obywatel brytyjski, przyszły pierwszy sędzia międzynarodowy w rosyjskiej piłce nożnej John Gerd, a Julius Taichman został przeniesiony na stanowisko sekretarza, na którym pozostał do stycznia 1912, ustępując ze stanowiska na rzecz przyjętego stanowiska na rzecz pełnoprawnych członków klubu Abrama Grobmana. Wszyscy trzej aktywnie uczestniczyli w tworzeniu Odeskiej Komisji Sędziowskiej Piłki Nożnej, która jest pierwszą oficjalną organizacją sędziowską w historii rosyjskiej, a później radzieckiej piłki nożnej.
Oprócz piłki nożnej klub aktywnie uprawiał krykieta, hokeja, tenisa ziemnego, krokieta, szermierkę i jazdę na łyżwach, a także organizował wieczorki muzyczno-taneczne, przedstawienia, święta, bale, maskarady i inne rozrywki zgodnie ze wszystkimi ustalonymi zasadami i za odpowiednim zezwoleniem.
W 1911 roku klub został jednym z założycieli Odeskiej Ligi Piłki Nożnej i wziął udział w pierwszych w historii odeskiej piłki nożnej mistrzostwach miasta, w których zajął czwarte miejsce. Zespół występował w lokalnych rozgrywkach miasta aż do swojego rozwiązania w 1918 roku.

## Sukcesy
- mistrz Odessy: 1916/17.
- zdobywca Pucharu Gerda (2): 1913/14, 1916/17.